# Ali Mabrouk El Zaidi
Ali Zayed Mabrouk El Zaidi (arab. علي مبروك الزايدي ur. 13 stycznia 1978) – libijski lekkoatleta, długodystansowiec, czterokrotny olimpijczyk.
W roku 2007 zdobył srebrny medal w półmaratonie na Igrzyskach panarabskich. Dwa lata później na igrzyskach śródziemnomorskich w 2009 zdobył brąz w tej samej konkurencji.
Czterokrotnie reprezentował swój kraj na igrzyskach olimpijskich, w 1996, 2004, 2008 i 2012.
Wielokrotny rekordzista kraju na różnych dystansach.

## Rekordy życiowe
| Dystans               | Wynik (s) | Miejsce          | Data              |
| --------------------- | --------- | ---------------- | ----------------- |
| bieg na 3000 metrów   | 8:07,16   | Bańska Bystrzyca | 30 maja 1999      |
| bieg na 5000 metrów   | 13:34,99  | Heusden-Zolder   | 5 sierpnia 2000   |
| bieg na 10 000 metrów | 28:48,53  | Praga            | 14 czerwca 1999   |
| bieg na 10 kilometrów | 27:59     | Groesbeek        | 2 czerwca 2007    |
| półmaraton            | 1:02:32   | Kair             | 23 listopada 2007 |
| maraton               | 2:13:33   | Mediolan         | 23 listopada 2008 |